# Spvg Wesseling-Urfeld
Die Spielvereinigung Wesseling-Urfeld 19/46 e. V. ist ein Fußballverein aus der Stadt Wesseling im Rhein-Erft-Kreis im Süden Nordrhein-Westfalens. Er ist unter den in der Stadt ansässigen sechs Fußballvereinen der mit der größten und erfolgreichsten Herrenmannschaft.

## Geschichte
Der Verein wurde am 1. Juli 2000 durch eine Fusion der beiden 1919 und 1946 gegründeten Stadtteilvereine aus Wesseling-Mitte und Urfeld, dem SV Wesseling und Blau-Weiß Urfeld, gegründet. Ziel war es, einen starken Fußballverein für die ganze Stadt Wesseling zu etablieren. Die erste Herrenmannschaft stieg im Jahre 2013 aus der Mittelrheinliga in die Landesliga ab. Zwei Jahre später gelang der Wiederaufstieg, ehe es 2018 wieder runter in die Landesliga ging. Der direkte Wiederaufstieg gelang, bevor die Spielvereinigung 2022 erneut aus der Mittelrheinliga abstieg. Es war der erste von vier Abstiegen in Folge, die die Wesselinger 2025 in die Kreisliga B führten.
Die Frauenmannschaft spielt seit der Saison 2016/17 in der Frauen-Mittelrheinliga.

## Stadion
Der Verein trägt seine Heimspiele im städtischen Ulrike-Meyfarth-Stadion in der Stadtmitte aus. Als Leichtathletikstadion gehört es zu einem weitreichenden Komplex aus unterschiedlichen Sport- und Spielstätten und ist zusätzlich an ein großes Jugendstadion mit Kunstrasen und das städtische Schwimmbad angeschlossen.